# Edwin Tully Newton
Edwin Tully ( ou Tulley) Newton (Londres, maio de 1840 — Londres, 28 de janeiro de 1930) foi um paleontólogo inglês.

## Principais trabalhos
- Cretaceous Chimaeroid Fishes (1878),
- The Verbetrata of the Forest Bed Series of Norfolk and Suffolk (1882), '
- 'The Vertebrata of the Pliocene Deposits of Britain (1891).